# Bryum soboliferum
Bryum soboliferum är en bladmossart som beskrevs av Thomas Taylor 1846. Bryum soboliferum ingår i släktet bryummossor, och familjen Bryaceae. Inga underarter finns listade i Catalogue of Life.